# Bikramganj
Bikramganj (en hindi: बिक्रमगंज ) es una ciudad de la India, en el distrito de Rohtas, estado de Bihar.

## Geografía
Se encuentra a una altitud de 92 m s. n. m. a 122 km de la capital estatal, Patna, en la zona horaria UTC +5:30.

## Demografía
Según estimación 2011 contaba con una población de 48 234 habitantes.